# Alberto Angela
Alberto Angela (* 8. dubna 1962 Paříž) je italský paleontolog, vědecký propagátor, spisovatel a novinář.

## Život a dílo
Narodil se v Paříži. V dětství doprovázel svého otce, italského televizního reportéra Piero Angela na jeho cestách, což mu umožnilo naučit se mnoho evropských jazyků a osvojit si kosmopolitní kulturu. Při studiích ve Francii se přihlásil na přírodovědné obory na Univerzitu La Sapienza v Římě. Studoval také na několika amerických univerzitách, kde absolvoval kurzy specializace na Kalifornské univerzitě v Los Angeles, na Harvardově univerzitě a Kolumbijské univerzitě. Po studiích se zaměřil na paleontologii a paleoantropologii a začal pracovat ve výzkumném týmu, který se účastnil několika paleoantropologických výprav do různých částí světa, mezi něž patří Zair, Národní park Virunga, Tanzanie, Olduvai a Laetoli, Ománu, Mongolsko a poušť Gobi.
Spolu se svým otcem napsal několik vědecky zaměřených knih. Jako novinář spolupracoval s různými deníky a periodiky, mezi nimi i La Stampa, Airone či Epoca.
V roce 1993 pro televizi Rai 1 se svým otcem koncipoval pořad Il pianeta dei dinosaurie, kromě toho je jedním z autorů série televizních pořadů Superquark, Quark Speciale a Viaggio nel cosmo pro Raiuno. Na stejném kanálu je také autorem odpoledních dokumentárních pořadů Passaggio a Nord Ovest. V roce 1998 působil jako komentátor v italské verzi dokumentů Big Cat Diary. Od roku 2001 na televizním kanále Rai 3 byl spolu s otcem hostitelem programu Ulisse. V roce 2002 byl přepadený a oloupený bandity při natáčení televizního pořadu v poušti Nigeru.
V roce 2015 spatřil světlo světa další jeho dokumentární cyklus nazvaný Stanotte a …, který pod rouškou noci divákům představuje nevšedním způsobem některá z nejznámějších italských měst, jako například Neapol, Řím, Benátky, Florencii nebo Pompeje.
Od roku 2018 uvádí a připravuje dokumentární sérii Meraviglie na stanici Rai 1 o historických, uměleckých a přírodních skvostech Itálie. Pořad se hned od svého vzniku setkal s obrovskou diváckou odezvou a jeho popularita neustále roste. Prodal se do asi třiceti zemí světa.
Je členem italského institutu Lidské paleontologie v Římě a Centro Studi e Ricerche Ligabue v Benátkách. Plynně hovoří několika jazyky, kromě italštiny a francouzštiny též anglicky, svahilsky a kurdsky. Alberto Angela je ženatý a má tři děti.